# Bremangerlandet
Bremangerlandet é uma ilha da Noruega, pertencente ao município de Bremanger, no condado de Sogn og Fjordane. Fica no mar de Barents e ocupa uma área de 131 km². O seu ponto mais alto é o "Hornelen", com altitude de 860.